# Didsbury (Alberta)
Pour le district de la cité de Manchester, voir Didsbury.
Didsbury est une ville (town) du Comté de Mountain View, située dans la province canadienne d'Alberta.

## Démographie
En tant que localité désignée dans le recensement de 2011, Didsbury a une population de 4 957 habitants dans 1923 de ses 1987 logements, soit une variation de 15,1 % avec la population de 2006. Avec une superficie de 16,08 km2, la ville possède une densité de population de 308,22 hab/km2 en 2011.
Concernant le recensement de 2006, Didsbury abritait 4 275 habitants dans 1663 de ses 1726 logements. Avec une superficie de 5,47 km2, la ville possédait une densité de population de 782,0 hab/km2 en 2006.
| 2001  | 2006  | 2011  | 2016  |
| ----- | ----- | ----- | ----- |
| 3 932 | 4 275 | 4 957 | 5 268 |

## Personnalités
- Bruce Aikenhead (1923-2019),  ingénieur et physicien aérospatial, est né à Didsbury.